# كوبي وبارتالي 2021
كوبي وبارتالي 2021 (بالإيطالية: Settimana Internazionale di Coppi e Bartali 2021)‏ هو سباق دراجات هوائية، وهو الموسم رقم 36 من كوبي وبارتالي، وأقيم خلال الفترة 23 مارس 2021، وحتى 27 مارس 2021، وامتدّ لمسافة 741.3 كيلومتر، وهو أحد سباقات طواف أوروبا للدراجات 2021، وشارك فيه 170 متسابقاً ووصل إلى نهايته 88 متسابقاً.
فاز بالمركز الأول جوناس فينجارد، وبالمركز الثاني ميكيل فروليش أونوريه، وبالمركز الثالث نيك شولتز، وفاز جوناس فينجارد في ترتيب النقاط، وكان الفائز حسب النقاط للشباب إيثان هايتر، وكان الفائز في تصنيف الجبال اليخاندرو أوسوريو، وفاز فريق إنيوس في ترتيب الفرق.

## الفرق
| فرق عالمية (9)- Astana-Premier Tech - Deceuninck-Quick Step - Ineos Grenadiers - Israel Start-Up Nation - Movistar Team - Team BikeExchange - Team DSM - Jumbo-Visma - Trek-Segafredo فرق برو (7)- 2021 أندروني جوكاتولي-سيدرمك ‏ - Bardiani CSF Faizanè - كاجا رورال-سيغوروس 2021 ‏ - فريق إيولو كوميت لركوب الدراجات 2021 ‏ - أوسكالتيل أوسكادي 2021 ‏ - غازبروم روسفيلو 2021 ‏ - 2021 ويلير تريستينا-سيل إيطاليا ‏ فرق قارية (7)- بلترامي تي إس أيه–تري كولي 2021 ‏ - جنرال ستور بوتولي زارديني 2021 ‏ - جيوتي فيكتوريا سافيني ديو 2021 ‏ - MG.K vis Colors for Peace ‏ - كولباك-بالان 2021 ‏ - تيم كيوبكا 2021 ‏ - Sam–Vitalcare–Dynatek ‏ فرق وطنية (2)- فريق إيطاليا لركوب الدراجات للرجال 2021 ‏ - فريق روسيا لركوب الدراجات 2021 ‏ |  |
| |  |

## المراحل
| قائمة المراحل | قائمة المراحل | قائمة المراحل                       | قائمة المراحل               | قائمة المراحل | قائمة المراحل          | قائمة المراحل  |
| المرحلة       | التاريخ       | الدورة                              |                             | المسافة (كم)  | الفائز بالمرحلة        | القائد العام   |
| ------------- | ------------- | ----------------------------------- | --------------------------- | ------------- | ---------------------- | -------------- |
| مرحلة 1       | 23 مارس       | جاتيو – جاتيو                       | مرحلة جبلية                 | 97٫8          | ياكوب ماريكزكو         | ياكوب ماريكزكو |
| مرحلة 1       | 23 مارس       | جاتيو – جاتيو                       | سباق الطريق ضد الساعة للفرق | 10٫8          | Israel Start-Up Nation | مارك كافنديش   |
| مرحلة 2       | 24 مارس       | ريتشوني – سوليانو أل روبيكوني       | مرحلة جبلية                 | 163٫5         | جوناس فينجارد          | جوناس فينجارد  |
| مرحلة 3       | 25 مارس       | ريتشوني – ريتشوني                   | مرحلة جبلية                 | 139٫2         | إيثان هايتر            | جوناس فينجارد  |
| مرحلة 4       | 26 مارس       | مدينة سان مارينو – مدينة سان مارينو | مرحلة جبلية                 | 154٫8         | جوناس فينجارد          | جوناس فينجارد  |
| مرحلة 5       | 27 مارس       | فورلي – فورلي                       | مرحلة جبلية متوسطة          | 166٫2         | ميكيل فروليش أونوريه   | جوناس فينجارد  |

## النتيجة

### مرحلة 1A
هي مرحلة جبلية، أقيمت في 23 مارس 2021، وامتدّت لمسافة 97.8 كيلومتر. فاز بالمرحلة ياكوب ماريكزكو، وكان متصدر الترتيب العام في نهاية المرحلة ياكوب ماريكزكو.
| التصنيف العام         | التصنيف العام       | التصنيف العام   | التصنيف العام                      | التصنيف العام     |
| العداء                | العداء              | البلد           | الفريق                             | الوقت             |
| --------------------- | ------------------- | --------------- | ---------------------------------- | ----------------- |
| 1                     | ياكوب ماريكزكو      | إيطاليا         | Vini Zabù                          | 2 س 18 دقيقة 59 ث |
| 2                     | مارك كافنديش        | المملكة المتحدة | دكونيك كويك ستب                    | + 2 ث             |
| 3                     | Marius Mayrhofer ‏   | ألمانيا         | Team DSM                           | + 4 ث             |
| 4                     | Luca Coati ‏         | إيطاليا         | Team Qhubeka                       | + 6 ث             |
| 5                     | إيثان هايتر         | المملكة المتحدة | Ineos Grenadiers                   | + 6 ث             |
| 6                     | Michael Zecchin ‏    | إيطاليا         | Work Service-Marchiol-Dynatek      | + 6 ث             |
| 7                     | Cristian Rocchetta ‏ | إيطاليا         | General Store Essegibi F.lli Curia | + 6 ث             |
| 8                     | فينتشنزو ألبانيز    | إيطاليا         | Eolo-Kometa                        | + 6 ث             |
| 9                     | داميانو سيما        | إيطاليا         | Gazprom-RusVelo                    | + 6 ث             |
| 10                    | Mick van Dijke ‏     | هولندا          | Jumbo-Visma                        | + 6 ث             |
| مصدر: ProCyclingStats |                     |                 |                                    |                   |

### مرحلة 1B
هي مرحلة من نوع سباق الزمن على الطريق للفرق، أقيمت في 23 مارس 2021، وامتدّت لمسافة 10.8 كيلومتر. فاز بالمرحلة إسرائيل - بريمير تيك 2021 ‏، وكان متصدر الترتيب العام في نهاية المرحلة مارك كافنديش.
| التصنيف العام         | التصنيف العام      | التصنيف العام   | التصنيف العام          | التصنيف العام     |
| العداء                | العداء             | البلد           | الفريق                 | الوقت             |
| --------------------- | ------------------ | --------------- | ---------------------- | ----------------- |
| 1                     | مارك كافنديش       | المملكة المتحدة | دكونيك كويك ستب        | 2 س 30 دقيقة 39 ث |
| 2                     | اليكس داوست        | المملكة المتحدة | Israel Start-Up Nation | + 2 ث             |
| 3                     | بن هيرمانز         | بلجيكا          | Israel Start-Up Nation | + 2 ث             |
| 4                     | جيمس بيكولي        | كندا            | Israel Start-Up Nation | + 2 ث             |
| 5                     | Guy Niv ‏           | إسرائيل         | Israel Start-Up Nation | + 2 ث             |
| 6                     | أليساندرو دي مارشي | إيطاليا         | Israel Start-Up Nation | + 2 ث             |
| 7                     | Sebastian Berwick ‏ | أستراليا        | Israel Start-Up Nation | + 2 ث             |
| 8                     | Gleb Brussenskiy ‏  | كازاخستان       | Astana-Premier Tech    | + 3 ث             |
| 9                     | خافيير رومو ‏       | إسبانيا         | Astana-Premier Tech    | + 3 ث             |
| 10                    | فابيو فلين         | إيطاليا         | Astana-Premier Tech    | + 3 ث             |
| مصدر: ProCyclingStats |                    |                 |                        |                   |

### مرحلة 2
هي مرحلة جبلية، أقيمت في 24 مارس 2021، وامتدّت لمسافة 163.5 كيلومتر. فاز بالمرحلة جوناس فينجارد، وكان متصدر الترتيب العام في نهاية المرحلة جوناس فينجارد.
| التصنيف العام         | التصنيف العام        | التصنيف العام   | التصنيف العام          | التصنيف العام     |
| العداء                | العداء               | البلد           | الفريق                 | الوقت             |
| --------------------- | -------------------- | --------------- | ---------------------- | ----------------- |
| 1                     | جوناس فينجارد        | الدنمارك        | Jumbo-Visma            | 6 س 48 دقيقة 25 ث |
| 2                     | إيفان سوسا           | كولومبيا        | Ineos Grenadiers       | + 1 ث             |
| 3                     | بن هيرمانز           | بلجيكا          | Israel Start-Up Nation | + 3 ث             |
| 4                     | نيك شولتز            | أستراليا        | Team BikeExchange      | + 5 ث             |
| 5                     | خافيير رومو ‏         | إسبانيا         | Astana-Premier Tech    | + 10 ث            |
| 6                     | إيثان هايتر          | المملكة المتحدة | Ineos Grenadiers       | + 11 ث            |
| 7                     | Mauri Vansevenant ‏   | بلجيكا          | دكونيك كويك ستب        | + 11 ث            |
| 8                     | ميكيل فروليش أونوريه | الدنمارك        | دكونيك كويك ستب        | + 14 ث            |
| 9                     | Kevin Colleoni ‏      | إيطاليا         | Team BikeExchange      | + 20 ث            |
| 10                    | سيرجيو هيناو         | كولومبيا        | Team Qhubeka           | + 31 ث            |
| مصدر: ProCyclingStats |                      |                 |                        |                   |

### مرحلة 3
هي مرحلة جبلية، أقيمت في 25 مارس 2021، وامتدّت لمسافة 139.2 كيلومتر. فاز بالمرحلة إيثان هايتر، وكان متصدر الترتيب العام في نهاية المرحلة جوناس فينجارد.
| التصنيف العام         | التصنيف العام        | التصنيف العام   | التصنيف العام          | التصنيف العام      |
| العداء                | العداء               | البلد           | الفريق                 | الوقت              |
| --------------------- | -------------------- | --------------- | ---------------------- | ------------------ |
| 1                     | جوناس فينجارد        | الدنمارك        | Jumbo-Visma            | 10 س 37 دقيقة 46 ث |
| 2                     | إيثان هايتر          | المملكة المتحدة | Ineos Grenadiers       | + 1 ث              |
| 3                     | نيك شولتز            | أستراليا        | Team BikeExchange      | + 1 ث              |
| 4                     | إيفان سوسا           | كولومبيا        | Ineos Grenadiers       | + 1 ث              |
| 5                     | بن هيرمانز           | بلجيكا          | Israel Start-Up Nation | + 3 ث              |
| 6                     | خافيير رومو ‏         | إسبانيا         | Astana-Premier Tech    | + 10 ث             |
| 7                     | Mauri Vansevenant ‏   | بلجيكا          | دكونيك كويك ستب        | + 11 ث             |
| 8                     | ميكيل فروليش أونوريه | الدنمارك        | دكونيك كويك ستب        | + 14 ث             |
| 9                     | Kevin Colleoni ‏      | إيطاليا         | Team BikeExchange      | + 20 ث             |
| 10                    | سيرجيو هيناو         | كولومبيا        | Team Qhubeka           | + 31 ث             |
| مصدر: ProCyclingStats |                      |                 |                        |                    |

### مرحلة 4
هي مرحلة جبلية، أقيمت في 26 مارس 2021، وامتدّت لمسافة 154.8 كيلومتر. فاز بالمرحلة جوناس فينجارد، وكان متصدر الترتيب العام في نهاية المرحلة جوناس فينجارد.
| التصنيف العام         | التصنيف العام        | التصنيف العام   | التصنيف العام          | التصنيف العام      |
| العداء                | العداء               | البلد           | الفريق                 | الوقت              |
| --------------------- | -------------------- | --------------- | ---------------------- | ------------------ |
| 1                     | جوناس فينجارد        | الدنمارك        | Jumbo-Visma            | 15 س 04 دقيقة 13 ث |
| 2                     | نيك شولتز            | أستراليا        | Team BikeExchange      | + 7 ث              |
| 3                     | إيثان هايتر          | المملكة المتحدة | Ineos Grenadiers       | + 11 ث             |
| 4                     | خافيير رومو ‏         | إسبانيا         | Astana-Premier Tech    | + 14 ث             |
| 5                     | بن هيرمانز           | بلجيكا          | Israel Start-Up Nation | + 15 ث             |
| 6                     | إيفان سوسا           | كولومبيا        | Ineos Grenadiers       | + 16 ث             |
| 7                     | Mauri Vansevenant ‏   | بلجيكا          | دكونيك كويك ستب        | + 21 ث             |
| 8                     | ميكيل فروليش أونوريه | الدنمارك        | دكونيك كويك ستب        | + 26 ث             |
| 9                     | Kevin Colleoni ‏      | إيطاليا         | Team BikeExchange      | + 39 ث             |
| 10                    | سيرجيو هيناو         | كولومبيا        | Team Qhubeka           | + 43 ث             |
| مصدر: ProCyclingStats |                      |                 |                        |                    |

### مرحلة 5
هي مرحلة جبلية متوسطة، أقيمت في 27 مارس 2021، وامتدّت لمسافة 166.2 كيلومتر. فاز بالمرحلة ميكيل فروليش أونوريه، وكان متصدر الترتيب العام في نهاية المرحلة جوناس فينجارد.
| التصنيف العام         | التصنيف العام | التصنيف العام | التصنيف العام | التصنيف العام |
| العداء                | العداء        | البلد         | الفريق        | الوقت         |
| --------------------- | ------------- | ------------- | ------------- | ------------- |
| مصدر: ProCyclingStats |               |               |               |               |

## التصنيف العام النهائي
| التصنيف العام         | التصنيف العام            | التصنيف العام   | التصنيف العام          | التصنيف العام      |
| العداء                | العداء                   | البلد           | الفريق                 | الوقت              |
| --------------------- | ------------------------ | --------------- | ---------------------- | ------------------ |
| 1                     | جوناس فينجارد            | الدنمارك        | Jumbo-Visma            | 19 س 03 دقيقة 47 ث |
| 2                     | ميكيل فروليش أونوريه     | الدنمارك        | دكونيك كويك ستب        | + 22 ث             |
| 3                     | نيك شولتز                | أستراليا        | Team BikeExchange      | + 32 ث             |
| 4                     | إيثان هايتر              | المملكة المتحدة | Ineos Grenadiers       | + 36 ث             |
| 5                     | خافيير رومو ‏             | إسبانيا         | Astana-Premier Tech    | + 39 ث             |
| 6                     | بن هيرمانز               | بلجيكا          | Israel Start-Up Nation | + 40 ث             |
| 7                     | Mauri Vansevenant ‏       | بلجيكا          | دكونيك كويك ستب        | + 46 ث             |
| 8                     | سيرجيو هيناو             | كولومبيا        | Team Qhubeka           | + 1 دقيقة 08 ث     |
| 9                     | Amanuel Ghebreigzabhier ‏ | إريتريا         | تريك سيغافريدو         | + 1 دقيقة 14 ث     |
| 10                    | Ilan Van Wilder ‏         | بلجيكا          | Team DSM               | + 1 دقيقة 18 ث     |
| مصدر: ProCyclingStats |                          |                 |                        |                    |

### تصنيف النقاط
| تصنيف النقاط          | تصنيف النقاط         | تصنيف النقاط    | تصنيف النقاط           | تصنيف النقاط |
| العداء                | العداء               | البلد           | الفريق                 | النقاط       |
| --------------------- | -------------------- | --------------- | ---------------------- | ------------ |
| 1                     | جوناس فينجارد        | الدنمارك        | Jumbo-Visma            | 28 نقطة      |
| 2                     | إيثان هايتر          | المملكة المتحدة | Ineos Grenadiers       | 28 نقطة      |
| 3                     | نيك شولتز            | أستراليا        | Team BikeExchange      | 18 نقطة      |
| 4                     | Shane Archbold ‏      | نيوزيلندا       | دكونيك كويك ستب        | 14 نقطة      |
| 5                     | ميكيل فروليش أونوريه | الدنمارك        | دكونيك كويك ستب        | 10 نقطة      |
| 6                     | خافيير رومو ‏         | إسبانيا         | Astana-Premier Tech    | 9 نقطة       |
| 7                     | مارك كافنديش         | المملكة المتحدة | دكونيك كويك ستب        | 8 نقطة       |
| 8                     | بن هيرمانز           | بلجيكا          | Israel Start-Up Nation | 7 نقطة       |
| 9                     | Mauri Vansevenant ‏   | بلجيكا          | دكونيك كويك ستب        | 7 نقطة       |
| 10                    | خوان أيوسو           | إسبانيا         | Colpack-Ballan         | 7 نقطة       |
| مصدر: ProCyclingStats |                      |                 |                        |              |

### تصنيف الجبال
| تصنيف الجبال          | تصنيف الجبال               | تصنيف الجبال | تصنيف الجبال               | تصنيف الجبال |
| العداء                | العداء                     | البلد        | الفريق                     | النقاط       |
| --------------------- | -------------------------- | ------------ | -------------------------- | ------------ |
| 1                     | أليخاندرو أوسوريو          | كولومبيا     | Caja Rural-Seguros RGA     | 32 نقطة      |
| 2                     | مارتون دينا                | المجر        | Eolo-Kometa                | 28 نقطة      |
| 3                     | أنطونيو نيبالي             | إيطاليا      | تريك سيغافريدو             | 18 نقطة      |
| 4                     | Edoardo Zardini (cyclist) ‏ | إيطاليا      | Vini Zabù                  | 12 نقطة      |
| 5                     | Raffaele Radice ‏           | إيطاليا      | MG.K Vis VPM               | 11 نقطة      |
| 6                     | إينر روبيو                 | كولومبيا     | موفيستار                   | 8 نقطة       |
| 7                     | ميكيل فروليش أونوريه       | الدنمارك     | دكونيك كويك ستب            | 5 نقطة       |
| 8                     | بن هيرمانز                 | بلجيكا       | Israel Start-Up Nation     | 5 نقطة       |
| 9                     | Alessandro Fancellu ‏       | إيطاليا      | Eolo-Kometa                | 4 نقطة       |
| 10                    | إميل ديمة ‏                 | رومانيا      | Giotti Victoria-Savini Due | 4 نقطة       |
| مصدر: ProCyclingStats |                            |              |                            |              |

## تصنيف الفرق

### الفرق حسب الوقت
| تصنيف الفرق حسب الوقت | تصنيف الفرق حسب الوقت   | تصنيف الفرق حسب الوقت | تصنيف الفرق حسب الوقت |
| الفريق                | الفريق                  | البلد                 | الوقت                 |
| --------------------- | ----------------------- | --------------------- | --------------------- |
| 1                     | Ineos Grenadiers        | المملكة المتحدة       | 56 س 53 دقيقة 19 ث    |
| 2                     | أندروني جوكاتولي-سيدرمك | إيطاليا               | + 1 ث                 |
| 3                     | Team DSM                | ألمانيا               | + 28 ث                |
| 4                     | تريك سيغافريدو          | الولايات المتحدة      | + 2 دقيقة 30 ث        |
| 5                     | كاجا رورال-سيغوروس 2021 | إسبانيا               | + 5 دقيقة 54 ث        |
| 6                     | Israel Start-Up Nation  | إسرائيل               | + 6 دقيقة 44 ث        |
| 7                     | Astana-Premier Tech     | كازاخستان             | + 8 دقيقة 21 ث        |
| 8                     | Team BikeExchange       | أستراليا              | + 11 دقيقة 56 ث       |
| 9                     | Bardiani CSF Faizanè    | إيطاليا               | + 16 دقيقة 46 ث       |
| 10                    | دكونيك كويك ستب         | بلجيكا                | + 21 دقيقة 06 ث       |
| مصدر: ProCyclingStats |                         |                       |                       |

## تصانيف فرعية

### تصنيف أفضل شاب
| تصنيف أفضل شاب        | تصنيف أفضل شاب      | تصنيف أفضل شاب  | تصنيف أفضل شاب          | تصنيف أفضل شاب     |
| العداء                | العداء              | البلد           | الفريق                  | الوقت              |
| --------------------- | ------------------- | --------------- | ----------------------- | ------------------ |
| 1                     | إيثان هايتر         | المملكة المتحدة | Ineos Grenadiers        | 19 س 04 دقيقة 23 ث |
| 2                     | خافيير رومو ‏        | إسبانيا         | Astana-Premier Tech     | + 3 ث              |
| 3                     | Mauri Vansevenant ‏  | بلجيكا          | دكونيك كويك ستب         | + 10 ث             |
| 4                     | Ilan Van Wilder ‏    | بلجيكا          | Team DSM                | + 42 ث             |
| 5                     | Kevin Colleoni ‏     | إيطاليا         | Team BikeExchange       | + 45 ث             |
| 6                     | Natnael Tesfatsion ‏ | إريتريا         | أندروني جوكاتولي-سيدرمك | + 1 دقيقة 13 ث     |
| 7                     | ألكساندر سيبيدا     | الإكوادور       | أندروني جوكاتولي-سيدرمك | + 1 دقيقة 13 ث     |
| 8                     | خوان أيوسو          | إسبانيا         | Colpack-Ballan          | + 1 دقيقة 48 ث     |
| 9                     | Marco Frigo ‏        | إيطاليا         | إيطاليا                 | + 2 دقيقة 09 ث     |
| 10                    | Antonio Tiberi ‏     | إيطاليا         | تريك سيغافريدو          | + 2 دقيقة 57 ث     |
| مصدر: ProCyclingStats |                     |                 |                         |                    |

## وصلات خارجية
- الموقع الرسمي
- لمحة عن سباق كوبي وبارتالي 2021 على موقع  ProCyclingStats   (برو  سايكلنج  ستاتس) - إحصاءات  محترفي  الدراجات.
- كوبي وبارتالي 2021 على موقع إحصائيات الدراجات الإحترافية (الإنجليزية)